# Єлшанка Перша
Єлша́нка Перша (рос. Елшанка Первая) — село у складі Бузулуцького району Оренбурзької області, Росія.
Стара назва — Єлшанка 1-а.

## Населення
Населення — 1176 осіб (2010; 1200 у 2002).
Національний склад (станом на 2002 рік):
- росіяни — 92 %